# Pheropsophus tamdaoensis
Pheropsophus (Stenaptinus) tamdaoensis – gatunek chrząszcza z rodziny biegaczowatych i podrodziny Brachininae.

## Taksonomia
Gatunek opisany został w 2010 roku przez Ericha Kirschenhofera. Nazwa gatunkowa pochodzi od lokalizacji.

## Opis
Osiąga 12,5 mm długości i 5,1 mm szerokości ciała. Głowa z ciemieniem i szyją prawie gładkimi. Labrum łukowato wystające środkowo. Tylno-boczne kąty przedplecza wyraźnie wystające. Labrum i nadustek rudożółte. Nadustek gładki i wypukły. Głowa lekko brązowawa między przednimi krawędziami oczu. Przedplecze i pokrywy czarniawo-brązowe. Głowa i przedplecze lekko połyskujące, pokrywy zaś bardziej matowe.

## Występowanie
Gatunek ten jest endemitem Wietnamu.